# Céline du Chéné
Céline du Chéné est une chroniqueuse, réalisatrice et auteure française. Elle collabore à l'émission de François Angelier Mauvais Genres sur France Culture.

## Auteure
- Dracula, prince des Ténèbres, éditions Larousse, 2009[1].
- Blason du corps, éditions Littérature mineure, 2017.
- Encyclopédie pratique des mauvais genres  (préf. François Angelier), Nada éditions, 2017, 176 p. (ISBN 9791092457223)[2].
- Céline du Chéné, Les sorcières : une histoire de femmes, Paris, Éditions Michel Lafon, 2019, 191 p. (ISBN 978-2-7499-4119-6, BNF 45843044).
- La Malédiction de Sarah Winchester - La contre enquête, Paris, Michel Lafon, 2022  (ISBN 9782749951560).

## Chroniqueuse
- Mauvais Genres, magazine radiophonique sur France Culture.

## Productrice
Elle produit des documentaires radiophoniques :
- Le monde est un campus, émission sur France Culture.
- Une histoire particulière, émission sur France Culture.